# Cis bimaculatus
Cis bimaculatus là một loài bọ cánh cứng trong họ Ciidae. Loài này được Germain miêu tả khoa học năm 1855.